# Gurania heteromorpha
Gurania heteromorpha är en gurkväxtart som beskrevs av José Cuatrecasas. Gurania heteromorpha ingår i släktet Gurania och familjen gurkväxter. Inga underarter finns listade i Catalogue of Life.